# 感觉性失语症
感觉性失语症  ，又被稱為韋尼克氏失語症  ， 流暢失語症  ，或接受性失語症。此類患者有語言理解障礙，患者的閱讀能力或瞭解他人談話內容的能力低下。雖然患者能夠說出具語法、速度和語調的言語，但是患者的談話內容沒有意義、不知所云。接受性失語症是以發現這種病症的卡爾·韋尼克的名字命名的。接受性失語症患者通常不知道自己是怎麼說話的，也不知道自己的言語可能缺乏意義。這是因為患者的理解能力很差，無法聽懂自己所說的話。患者通常不知道其本身有語言缺陷。當患者同時又患有布洛卡氏失語症時，即為完全性失語症患者。
如同許多的後天性語言障礙一样，接受性失語症有許多不同的症狀，且其嚴重程度也有所差異。最典型的案例就是患者有嚴重的語言理解障礙，但仍然能夠與人交談。許多患者可能只在使用重音和講話快速時，偶爾會發生言語錯誤，但通常能夠執行簡單的指令。並非所有的患者都會完全喪失語言理解能力。接受性失語症的常見症狀是誤解字詞、手勢或圖片的含義。例如，接受性失語症患者在理解英文俚語中的「傾盆大雨」(it's raining cats and dogs)時，會取用其字面的意義，而非象徵性意義。這裡所描述的是能夠充分表達此類患者症狀的典型參考範例。
接受性失語症與科爾薩科夫氏症候群或表達性失語症不同。

## 特征
接受性失語症是由於位於左腦外側溝後侧的韋尼克區損傷。韋尼克氏區鄰近聽覺皮層區。韋尼克氏區損傷通常是中風造成的，也可能是因事故使此區域遭受鈍力損傷導致。接受性失語症通常會突然發作，患者會逐漸出現一些症狀，如說出無意義的話語和有找詞困難的問題。
接受性失語症患者主要喪失語言理解能力。此病症的臨床表現是患者無法理解言語以及書面文字，患者也無法聽懂自己所說的話。喪失語言理解能力的症狀通常會伴隨著病覺失能症，即患者不知道其本身的語言異常。當試圖與他人溝通時，患者往往會依賴情境線索以維持對話。患者保留了語言理解相關能力外的所有認知能力。接受性失語症不像表達性失語症會在沒有任何運動缺陷下發生。
也许是因為患者很難理解自己所說的話，所以接受性失語症患者往往會有命名失能症（找詞困難的問題）和亂語症的症狀。接受性失語症患者說話的聲韻和語調是正常的，但是患者會隨意使用字詞，創造新字，省略關鍵詞，替換字詞、動詞時態、代詞或介詞，也會說一些沒有意義的句子。患者的語言表達往往缺乏意義。其他症狀包括喪失口語能力以及言談輪替的能力。接受性失語症患者通常不知道自己到底說了多少話，所以患者可能會滔滔不絕，而沒有停頓讓他人有說話的機會，這稱為「壓迫性言語」儘管患者說話幾乎沒有內容，但是患者說話的語句流利。句子的語法通常是正確的。語句流暢，但並無意義，即為「語詞沙拉」。說話流暢與缺乏意義兩者的並置是接受性失語症的特徵。患者也會出現多言癖的症狀，即使用自然言語並滔滔不絕。患者的言語錯誤率是會變動的，部分患者的錯誤率僅10％，而有些患者的錯誤率高達80％。
下方範例是一位有嚴重的接受性失語症患者與臨床醫生之間的對話：
- 問：「What is your speech problem?」
- 答：「Because no one gotta scotta gowan thwa, thirst, gell, gerst, derund, gystrol, that's all.」
- 問：「What does "swell-headed" mean?」
- 答：「She is selfice on purpiten.」[3]

下方是同一位患者在使用自然言語時，出現多言癖症狀的範例：
- 「Then he graf, so I'll graf, I'm giving ink, no gerfergen, in pane, I can't grasp, I haven't grob the grabben, I'm going to the glimmeril, let me go.」
- 「What my fytisset for, whattim tim saying got dok arne gimmin my suit, suit ti Friday ... I ayre here what takes zwei the cuppen seffer effer sepped ... I spoke on she asked for clubbin hond here, you what, what kind of a siz sizzen ... and she speaks all the friend and all is in my herring.」 [3]

結果顯示，這些患者常常出現多言癖，即不斷地說話。
與情感和情緒有關的字詞會被保留。 
因此說髒話的能力是不受影響的，因為髒話通常是用來強調情緒的爆發，而不是強調這個詞本身的含義。
如果韋尼克氏區在非優勢半腦的相應區受損，會導致感官的節律異常，即無法感知音調，節奏和言語的情感基調。 左右半腦病變之間的損傷差異是由於大腦功能的不對稱性，兩側大腦半球具有不同的功能優勢。右半腦主要的言語功能偏側為調節、感知和產生旋律言語，因此右半腦病變會損害聲韻功能。此外，節律異常也會損害詮釋旋律的能力、分辨男性與女性的聲音的能力，以及辨識熟悉的聲音的能力。節律異常的患者還會出現因疾病而引起的過度情緒爆發，雖然患者的臉部表情並無彰顯太多情緒。節律異常是指編碼非語言訊息的能力受到損害，而不是有認知缺陷或無法感受情緒。
使用手語溝通的患者在失語症發病前也會經歷類似的症狀。

## 病因
接受性失語症與大腦中的韦尼克区有神經損傷有關，（布羅德曼22區，位於優勢半腦中的颞上回的後部）。韦尼克区負責「閱讀，思考要寫什麼，和處理信息」，因而許多缺陷都與此區域有損傷有關聯。 不過，接受性失語症的主要缺陷不是由於韋尼克氏區的損傷而導致的；而是因顳葉內側與底層白質受損而引起。接受性失語症是因為左腦顳葉顳上回後部的三分之一受損而導致。此區域的損傷不僅會破壞語言區也切斷枕葉、顳葉、頂葉與語言區之間的連結。雖然韋尼克氏區負責識別，感知，解釋和理解傳入的語言，但這並不意味著此區域與語義理解所需的每個程序都有關聯。處理傳入語言的所有程序無法只由腦部的某一區塊獨立執行，因為整個過程會牽涉許多層面。如同丹尼斯·坦納曾寫道「雖然有可能某些識別區對於感知母音與子音而言很重要、但是精確定位人體內專門負責解釋諺語與理解羅伯特·佛洛斯特式失禮的隱喻的腦細胞這件事是沒有意義的。」這是因為語義理解涵蓋很多層面，包括聽覺感知，語言識別，提取字義本身外的意涵以及動態的象徵。語義解碼的完整過程幾乎涉及腦部每個區塊的能力。因此，把韋尼克氏區當作是整個完整過程的一個重要渠道是更適當的。

## 評估
接受性失語症可能被誤認為是由中風或鈍力外傷所引起的混亂狀態，因此可能難以被診斷。為了診斷出接受性失語症，必須進行完整的語言檢查，尤其是聽覺系統的檢查。有數種診斷測驗和措施可以判斷病人是否罹患接受性失語症。
評估例子如下：
- 正式篩檢和失語症臨床試驗是可以在短時間內診斷失語症的檢查方法。這些測驗的例子包含：臨床評估篩選試驗，第二版（BEST-2; Fitch-West 與 Sands，1998年）、失語篩選試驗（AST; Whurr，1996年），和失語症快速評估（Tanner 與 Culbertson，1999年）。[15]
- 一旦診斷可能罹患失語症，將進行更全面的評估以判定失語症的類型。標準化失語症測驗包括：波士頓診斷性失語症檢查 （BDAE-3; Goodglass等，2000年）、交際能力Porch指數（PICA; Porch，1981年），和西方失語症 （WAB; Kertesz，1982年）。[15]
- 為診斷接受性失語症，應完整評估病人的聽覺理解能力，因其為接受性失語症最受影響的區域之一。聽覺理解可以經由功能性聽覺理解測驗（FACT; LaPointe 與 Horner1978年）、修訂色塊測驗（McNeil 與 Prescott，1978年），以及藉由與患者間的真實生活對話評估。[16]
- 除了上述的測驗外，閱讀理解和書面語言可顯示是否患有接受性失語症，但這方面的標準化評估儀器較受限制。[16]

在評估上，臨床醫師利用上述方法評估患者的初始功能和表現，建立治療的基礎。該基礎可以幫助他們決定使用哪種類型的治療方式，並比較患者的初始能力和未來發展.

## 治療
許多人士認為，患者往往因為病覺失能症而不尋求治療，因此沒有意識到可以從治療中獲益。這種明顯缺乏對症狀的意識感需在治療前解決。為了使治療有幫助，患者必須配合並投入治療。因為每一種接受性失語症的症狀不同，因此會有不同的治療方法和技術。語言治療師致力於創造出對接受性失語症患者有效的治療方案。患者恢復的可能性及預後情況取決於症狀的嚴重程度，以及他們是否保留任何聽覺理解能力。在各種接受性失語症的症狀中，必須先解決患者的聽覺理解缺陷和自我監控較差的問題，患者才得以參與以語言為基礎的活動。
此外，在韋尼克失語症的情況下發現的聽覺缺陷類型已被證實和短期記憶和工作記憶的治療有關。短期記憶用於言語理解，為了完全理解一個句子的脈絡，句子必須在心中“複誦”。工作記憶是一種在意義經過編碼後的“二次通過”。這樣做是為了辨別代詞，將句意在心中“表現出來”，以檢查行為於長期記憶層面是否合理，並檢查意義是否合乎語法。相較於治療前幾乎無法記憶動詞的情況，在同時增進短期記憶和工作記憶的治療之後，有聽覺缺損的韋尼克失語症患者能夠回憶起更多的詞，並且記住動詞。這些以增加記憶力幫助句意理解的治療方式似乎有所成效。

### 理解能力訓練
理解障礙及語音壓力的問題可以經由理解能力訓練獲得改善。理解能力訓練著重讓患者的注意力從言語重新導向至聽力。在訓練中，臨床醫生給予患者簡短的指引，指引中含有脈絡線索（如臉部表情和手勢），並提醒病人在利用線索聽取指令時停止講話。在理解任務中，臨床醫師會給予簡短且需依賴脈絡的指引，患者聽取這些指引並在一開始時以手指物或圖片的方式回應。這些任務的難度隨著治療的程序逐漸增加。這種療法的主要目的是為了提高患者對於輸入訊息的注意力，並同時減緩和監控自身的言語輸出。採用這種脈絡療法，治療師發現患者對於言語的理解能力從2%上升至90%。

### 社會方法
社會方法包括患者和臨床醫師的共同努力，以確立治療目標，和確定改善患者日常生活最重要的的功能性成果。對話方法被認為是可以提供發展機會和策略使用以克服溝通障礙的一種方法。這種治療的主要目標是為了改善患者談話的信心，以及增進使用對話指導、支持性對話和夥伴訓練的技巧。
1. 對話指導涉及失語症患者與語言治療師兩方。語言治療師在對話指導中擔任“教練”的角色，討論出處理各種談話場景的策略。“教練”會幫患者依據場景設計劇本（如在餐廳點菜），並幫助患者在診所內外練習和實踐場景，同時評估對話指導的成果。
2. 支持性對話還需要一個對話夥伴來幫助患者的學習。對話夥伴藉由提供脈絡線索、降低語速、和增加訊息的重複性幫助患者理解。
3. 提升失語症溝通效度法（PACE）鼓勵患者在診所外的對話。

成功的治療包含這些不同的治療方案和方法以促進患者的學習。為了提高自我監控能力，語言治療師會放慢自己的語速、在有意義的音段間停頓，並鼓勵病人也同樣放慢自己的講話速度、聽自己說話，並監控自己的言語輸出。
同樣重要的是，失語症患者的家人也應參與治療方案，讓患者可以在談話最頻繁的家中有談話夥伴。臨床醫生可以教家庭成員如何互相支持並調整自己的說話方式，以進一步幫助自己所愛的人治療和康復。

## Luria的理論
盧里亞提出，這種類型的失語有三個特點。
1. 在聲音分類方面的缺陷。為了能聽懂並理解所說的話，一個人必須能夠分辨語言中不同的聲音。例如，對英語母語者來說，要分辨出bad和bed之間的差異很容易。然而在荷蘭語中，這兩個母音間有著更大的差異，因此對荷蘭人來說，要在英語發音下聽出這兩者間的差異較為困難。這就是韋尼克失語症患者的問題所在，在他們的語言中，他們無法區隔重要的聲音特性，也無法將它們分類到已知的、有意義的系統中。
2. 在言語方面的缺陷。韋尼克失語症的患者可能可以滔滔不絕，但他們卻將聲音的特性混淆，在一些極端的情況下產出“語詞沙拉”：即隨機串在一起而難以理解的話。
3. 在書寫方面的損害。 一個無法分辨聲音的人，也無法書寫。

## 深入閱讀
- Klein, Stephen B., and Thorne. Biological Psychology. New York: Worth, 2007. Print.
- Saladin, Kenneth S. Anatomy & Physiology: the Unity of Form and Function. New York: McGraw-Hill Higher Education, 2010. Print.

## 外部連結
- 在美國加利福尼亞奧克蘭的加州失語中心 （页面存档备份，存于）